# Sämsjötjärnen
Sämsjötjärnen är en sjö i Åsele kommun i Lappland och ingår i Ångermanälvens huvudavrinningsområde. Sjön har en area på 0,477 kvadratkilometer och ligger 307,1 meter över havet.

## Delavrinningsområde
Sämsjötjärnen ingår i det delavrinningsområde (710603-156629) som SMHI kallar för Utloppet av Sämsjötjärnen. Medelhöjden är 344 meter över havet och ytan är 3,28 kvadratkilometer. Räknas de 2 avrinningsområdena uppströms in blir den ackumulerade arean 5,33 kvadratkilometer. Vattendraget som avvattnar avrinningsområdet har biflödesordning 2, vilket innebär att vattnet flödar genom totalt 2 vattendrag innan det når havet efter 173 kilometer. Avrinningsområdet består mestadels av skog (77 procent). Avrinningsområdet har 0,46 kvadratkilometer vattenytor vilket ger det en sjöprocent på 14 procent.